# Culles-les-Roches
Culles-les-Roches é uma comuna francesa na região administrativa de Borgonha-Franco-Condado, no departamento Saône-et-Loire. Estende-se por uma área de 9,11 km². Em 2010 a comuna tinha 208 habitantes (densidade: 22,8 hab./km²).